# 38. Division (Deutsches Kaiserreich)
Die 38. Division, im Ersten Weltkrieg als 38. Infanterie-Division bezeichnet, war ein Großverband der Preußischen Armee.

## Gliederung
Die Division war Teil des XI. Armee-Korps.

### Friedensgliederung
- 76. Infanterie-Brigade in Erfurt
  - 3. Thüringisches Infanterie-Regiment Nr. 71 in Erfurt und Sondershausen
  - 6. Thüringisches Infanterie-Regiment Nr. 95 in Gotha, Coburg und Hildburghausen
- 83. Infanterie-Brigade in Erfurt
  - 5. Thüringisches Infanterie-Regiment Nr. 94 (Großherzog von Sachsen) in Weimar, Eisenach und Jena
  - 7. Thüringisches Infanterie-Regiment Nr. 96 in Gera und Rudolstadt
- 38. Kavallerie-Brigade in Erfurt
  - Jäger-Regiment zu Pferde Nr. 2 in Langensalza
  - Jäger-Regiment zu Pferde Nr. 6 in Erfurt
- 38. Feldartillerie-Brigade in Erfurt
  - 1. Thüringisches Feldartillerie-Regiment Nr. 19
  - 2. Thüringisches Feldartillerie-Regiment Nr. 55
- Landwehrinspektion Erfurt

### Kriegsgliederung bei Mobilmachung
- 76. Infanterie-Brigade
  - 3. Thüringisches Infanterie-Regiment Nr. 71
  - 6. Thüringisches Infanterie-Regiment Nr. 95
- 83. Infanterie-Brigade in Erfurt
  - Infanterie-Regiment „Großherzog von Sachsen“ (5. Thüringisches) Nr. 94
  - 7. Thüringisches Infanterie-Regiment Nr. 96
- 3. Eskadron/Kürassier-Regiment „Kaiser Nikolaus I. von Russland“ (Brandenburgisches) Nr. 6
- 38. Feldartillerie-Brigade
  - 1. Thüringisches Feldartillerie-Regiment Nr. 19
  - 2. Thüringisches Feldartillerie-Regiment Nr. 55
- 2. und 3. Kompanie/Pionier-Bataillon Nr. 11

### Kriegsgliederung vom 27. Juli 1918
- 83. Infanterie-Brigade
  - Infanterie-Regiment „Großherzog von Sachsen“ (5. Thüringisches) Nr. 94
  - 6. Thüringisches Infanterie-Regiment Nr. 95
  - 7. Thüringisches Infanterie-Regiment Nr. 96
  - 3. Eskadron/Kürassier-Regiment „Kaiser Nikolaus I. von Russland“ (Brandenburgisches) Nr. 6
- Artillerie-Kommandeur Nr. 38
  - 1. Thüringisches Feldartillerie-Regiment Nr. 19
  - Fußartillerie-Bataillon Nr. 61
- Pionier-Bataillon Nr. 135
- Divisions-Nachrichten-Kommandeur Nr. 38

## Geschichte
Die Division wurde am 1. April 1899 errichtet und hatte ihr Hauptquartier in Erfurt. Während des Ersten Weltkriegs war der Verband überwiegend an der Westfront und von September 1914 bis Oktober 1915 zwischenzeitlich an der Ostfront eingesetzt.

### Gefechtskalender

#### 1914
- 22. bis 25. August – Eroberung von Namur
- 25. August bis 3. September – Transport nach dem Osten
- 05. bis 15. September – Schlacht an den Masurischen Seen
- 04. bis 5. Oktober – Gefechte bei Opatów und Radom
- 09. bis 20. Oktober – Schlacht bei Iwangorod
- 22. bis 28. Oktober – Kämpfe an der Rawka
- 14. bis 15. November – Schlacht bei Kutno
- 16. November bis 15. Dezember – Schlacht um Łódź
  - 30. November bis 4. Dezember – Schlacht bei Lask-Pabianice
- ab 18. Dezember – Schlacht an der Rawka-Bzura

#### 1915
- bis 3. Juli – Schlacht an der Rawka-Bzura
- 13. bis 17. Juli – Durchbruchsschlacht bei Przasnysz
- 18. bis 22. Juli – Verfolgungskämpfe zum unteren Narew
- 23. Juli bis 3. August – Schlacht am Narew
- 04. bis 7. August – Schlacht am Orz
- 08. bis 10. August – Schlacht bei Ostrow
- 11. bis 12. August – Schlacht bei Tschishew-Sambrow
- 13. bis 18. August – Verfolgungskämpfe am oberen Narew und Nurzec
- 19. bis 25. August – Schlacht bei Bielsk
- 26. August bis 5. September – Verfolgungskämpfe am Swislocz und an der Naumka-Werecia
- 06. bis 7. September – Schlacht bei Wolkowyszk
- 08. bis 16. September – Verfolgung vom Njemen zur Beresina
- 16. bis 17. September – Schlacht an der Szczara und Jelnia
- 17. bis 18. September – Verfolgungskämpfe in den litauischen Sümpfen
- 19. September bis 5. Oktober – Abmarsch und Transport in den Westen
- ab 9. Oktober – Kämpfe an der Aisne

#### 1916
- bis 14. März 1916 – Kämpfe an der Aisne
- 13. Mai bis 8. September – Schlacht um Verdun
  - 18. bis 29. Mai – Kämpfe um Höhe 304
- 18. Oktober bis 17. November – Schlacht an der Somme
- 18. November bis 17. Dezember – Stellungskämpfe an der Yser
- ab 18. Dezember – Stellungskämpfe an der Somme

#### 1917
- bis 15. März – Stellungskämpfe an der Somme
- 15. März bis 5. April – Stellungskämpfe an der Aisne
- 16. März bis 11. April – Kämpfe vor der Siegfriedfront
- 16. bis 20. Mai – Frühjahrsschlacht bei Arras
- 21. Mai bis 4. Juni – Stellungskämpfe in Flandern und Artois
- 08. Juni bis 6. August – Schlacht in Flandern
- 07. bis 27. August – Reserve der OHL beim Gouvernement Antwerpen
- 28. August bis 7. November – Stellungskämpfe in Flandern und Artois
- 08. November bis 3. Dezember – Herbstschlacht in Flandern
- ab 4. Dezember – Stellungskämpfe in Flandern

#### 1918
- bis 9. April – Stellungskämpfe in Flandern
- 04. bis 30. April – Stellungskämpfe in Flandern und Artois
  - 9. bis 18. April – Schlacht bei Armentières
- 01. Mai bis 4. August – Stellungskämpfe in Französisch-Flandern und Artois
- 05. bis 6. August – Kämpfe vor der Front Ypern-La Bassée
- 08. bis 20. August – Abwehrschlacht zwischen Somme und Avre
  - 8. bis 9. August – Tankschlacht zwischen Ancre und Avre
  - 10. bis 12. August – Schlacht an der Römerstraße
- 21. August bis 2. September – Abwehrschlacht zwischen Scarpe und Somme
  - 22. August bis 2. September – Schlacht Albert-Péronne
- 03. bis 7. September – Kämpfe vor der Siegfriedfront
- 08. September bis 8. Oktober – Abwehrschlacht zwischen Cambrai und St. Quentin
- 09. bis 15. Oktober – Kämpfe vor und in der Hermannstellung
- 15. bis 19. Oktober – Kämpfe zwischen Deûle-Kanal und Schelde
- 20. Oktober bis 4. November – Kämpfe in der Hermannstellung an der Schelde
- 05. bis 11. November – Rückzugskämpfe vor der Antwerpen-Maas-Stellung
- 12. November bis 19. Dezember – Räumung des besetzten Gebietes und Marsch in die Heimat

## Kommandeure
| Dienstgrad               | Name                                   | Datum                                |
| ------------------------ | -------------------------------------- | ------------------------------------ |
| Generalleutnant          | Julius Heinrich von Gemmingen-Steinegg | 01. April 1899 bis 8. Juli 1900      |
| Generalleutnant          | Arnold von Behm                        | 09. Juli 1900 bis 17. April 1903     |
| Generalleutnant          | Georg von Kleist                       | 18. April 1903 bis 23. Januar 1907   |
| Generalleutnant          | Kurt von Manteuffel                    | 24. Januar 1907 bis 6. Juli 1909     |
| Generalleutnant          | Alfred von Stubberg                    | 07. Juli 1909 bis 20. April 1911     |
| (Württ.) Generalleutnant | Hermann von Rampacher                  | 21. April 1911 bis 20. Januar 1913   |
| Generalleutnant          | Ernst Wagner                           | 27. Januar 1913 bis 26. Oktober 1914 |
| Generalleutnant          | Adolf von der Esch                     | 27. Oktober 1914 bis 30. Mai 1915    |
| Generalmajor             | Hermann Schultheis                     | 01. Juni 1915 bis 27. Dezember 1918  |
| Generalleutnant          | Traugott von Sauberzweig               | 28. Dezember 1918 bis 5. Juli 1919   |

## Bekannte Divisionsangehörige
Friedrich Nietzsche zählt zu den besonders bekannten Divisionssangehörigen. Er trat 1867 als Einjährig-Freiwilliger beim Feldartillerie-Regiment Nr. 55 in Naumburg ein.